# Полтавский трамвай
Полта́вский трамва́й (укр. Полта́вський трамва́й) — запланированное, но так и не осуществлённое строительство трамвайной сети в городе Полтава Полтавской области Украины.

## История
Идеи открытия в Полтаве трамвая начали появляться ещё в начале XX века. Губернский город быстро развивался, однако никакого общественного транспорта в нём не было. Впервые проектирование линии трамвая началось около 1913 года. По проекту она должна была связать два железнодорожных вокзала города: Киевский и Южный. Идея получила широкую поддержку в среде тогдашнего руководства города. По некоторым данным, были выделены денежные средства и даже заключено соглашение с бельгийскими акционерами. Однако этому тогда помешала Первая мировая война и линия не была построена.
Второй раз проект строительства трамвая был предложен в 1922—1924 годах. Было начато строительство: выделили средства, приобрели рельсы и начали строить. Но по неизвестным причинам строительство было приостановлено и, по некоторым данным, рельсы (ширина 1524 мм) и выделенные средства пошли на другие нужды.
В третий раз вопрос о строительстве трамвая в Полтаве был поставлен накануне Второй мировой войны . Сохранились воспоминания тогдашнего главного архитектора города о визите в Киев в 1939 году и участии в заседании Министерства коммунального хозяйства, где, в частности, был рассмотрен вопрос о строительстве трамвая, но препятствием снова стала война.
До недавнего времени[когда?] существовала легенда, что в 1962 году была построена трамвайная линия, но в последний момент трамвай было решено не открывать и уже готовую линию разобрали. Однако это предположение оказалось ошибочным — остатками трамвайного пути считали железнодорожную подъездную ветку, проходившую вдоль улицы Соборности.